# Потапов, Сергей Владимирович
Сергей Владимирович Потапов (1947, Рига) — советский художник в стиле «постсимволизма».

## Биография
Сергей Владимирович Потапов родился в 1947 году в Риге в семье архитектора. В 1970 году Окончил МВХПУ (бывшее Строгановское). Является учеником Генриха Людвига (профессор МВХПУ, до репрессий 37-56гг. — крупный теоретик и практик архитектурного авангарда). Под влиянием Г. Людвига, как крупного специалиста по герменевтике символов увлекается экспериментами по созданию персонального символического языка, стилистически сложившегося к концу 60х годов. Стиль претерпевает изменения в 70х годах, получая название — постсимволизм.
Принимает участие в движении нонконформизма, участвует в квартирных выставках. С 1976 года участвует в выставках неофициального искусства на Малой Грузинской 28. В марте 1980 года персональная выставка в ДК. им. Курчатова закрывается КГБ через три дня после открытия. В 1981 году исключается из секции живописи комитета художников графиков. В 1982 году не рекомендуется молодежной секцией МОСХа к приему в члены Союза. Не принимается в МОСХ до перестроечного 1988 года.
Выставочная деятельность возобновляется в 1988 году («Павел Филонов, Дмитрий Гриневич, Сергей Потапов. Три поколения художников-нонконформистов из России», Джорджтаунский Университет, Вашингтон, из коллекции М. Я. Макаренко).
Сквозная тема творчества С. В. Потапова — борьба добра и зла. Пластическая и смысловая система Постсимволизма С. Потапова опирается на персональный визионерский опыт и импровизации по теме этого опыта.

## Выставки
- 1988
  - «Three Painters — Non-Conformists from Russia: P.Filonov, D. Grinevich, S.Potapov», Georgetown University, Вашингтон, США
  - Drout Auction, Париж, Франция
- 1989
  - «Perestroika Art Production», Париж, Франция
  - Collection’89, Хельсинки, Финляндия
  - «Эрато и эротика», галерея «Садовники», Москва
- 1990
  - «Семь авангардных художников из Москвы и Ленинграда», ЮНЕСКО, Париж, Франция
  - «Логика парадокса», Дворец молодёжи, Москва
  - Групповая выставка советских художников, Saco, Аспен, Колорадо, США
  - «From Moscow to Houston», Art-Expo-90, Resource Center, Хьюстон, США
  - «Карусель 90», групповая выставка авангардных художников из России, галерея «Запад-Восток», Копенгаген, Дания
  - Art-Auction, Торонто, Канада
  - «Традиции русской живописи», Музей истории и реконструкции Москвы, Москва
  - «Золотая кисть», ЦДХ, Москва
  - «Без концепта», галерея «Москва», Москва
  - «Постсимволизм», галерея «Арбат», Москва, персональная выставка
- 1991
  - Выставка графики, Gregory Gallery, Вашингтон, США
  - «Религиозная живопись», Фонд культуры СССР, Москва
  - Персональная выставка, ЦДА, Москва
  - «Блаженны ищущие откровения Его», ЦДХ, Москва, групповая выставка
  - «Преображение», Москва, групповая выставка
  - Групповая выставка российских художников. Базель, Женева, Лозанна, Швейцария
- 1992
  - Персональная выставка, ЦДА, Москва
  - Персональная выставка, ЦДХ, Москва
  - «Картины возвращаются в Россию. Картины остаются в России», выставка из коллекций А. Глейзера, ЦДХ, Москва
- 1993
  - Персональная выставка, Венгерский Культурный Центр, Москва
  - 60-90е годы русское искусство, Оснабрюк, Германия
- 1994
  - «Мистическая реальность», ЦДХ, Москва
  - Групповая выставка галереи «Геоид», выставочный зал «Садовники», Москва
- 1995
  - Museum Helikon Kastely, Будапешт, Венгрия
  - «Религиозное искусство», Москва, коллективная выставка
  - Галерея «Геоид», ЦДХ, Москва
  - «Знаки Зодиака», Centre International de l’Art Fantastique, Грюйер, Швейцария, коллективная выставка
  - Дом российской культуры, Будапешт, Венгрия, персональная выставка
  - «О Женщина!», групповая выставка, ЦДХ, Москва
- 1996
  - Московская художественная ярмарка, ЦДХ, Москва
  - «Художники Москвы», Выставочный центр в Майнц, Германия
  - Персональная выставка, Выставочный зал на Софийской набережной, Москва
- 1997
  - Московская художественная ярмарка, ЦДХ, Москва
  - «Театр и художник», ЦДХ, Москва
  - «Золотая кисть», ЦДХ, Москва
  - Выставка международного художественного фонда, Русский культурный центр, Берлин, Германия
  - «20 веков после Иисуса Христа», ЦДХ, Москва
  - Выставка международного художественного фонда ЦДХ, Москва
- 1998
  - Международная художественная ярмарка, ЦДХ, Москва
  - EuropArt — международная художественная ярмарка, Женева, Швейцария
  - «Храмы России», Галерея «Sensus», Москва
- 1999
  - «La nef des fous», Centre International de l’Art Fantastique, Грюйер, Швейцария, коллективная выставка
  - Групповая выставка, Галерея «Таганка», Москва
- 2000
  - EuropArt — международная художественная ярмарка, Женева, Швейцария
  - «En cent métamorphoses — la femme», Centre International de l’Art Fantastique, Грюйер, Швейцария, коллективная выставка
  - Московский международный художественный салон ЦДХ
  - Europ’art, Барселона, Испания
  - Flandria Art Gent, Гент, Бельгия
  - Персональная выставка, Galerie du Talent, Эшаллен, Швейцария
- 2001
  - Арт Салон Манеж, Москва
- 2002
  - Персональная выставка, Galerie du Talent, Эшаллен, Швейцария
  - Новый художественный салон, Москва
- 2003
  - Групповая выставка, Галерея «Таис», Москва
- 2004
  - Арт Салон Манеж, Москва
- 2005
  - Московский международный художественный салон ЦДХ, (галерея «Геоид»)
  - Персональная выставка, «Новый Художественный Салон», Санкт-Петербург
  - Арт Салон Манеж, Москва
  - 60-70е годы искусство нон-конформизм, Аукционный дом «Гелос», Лондон, Великобритания

### В постоянной экспозиции
Многие картины художника находятся в постоянной экспозиции в следующих местах:
- La Fondation Mitterand, Париж, Франция
- Венгерский национальный музей, Будапешт, Венгрия[1]
- Музей русского искусства, Джерси-Сити, США[1]
- Russian-American Houston Foundation, Хьюстон, США
- Музей Зиммерли, Norton and Nancy Dodge collection, Rutgers University, New Brunswick, New Jersey, USA
- Centro Russia Ecumenica, Рим, Италия
- Gregory Gallery, Вашингтон, США
- Galerie G. Basmajan, Париж, Франция
- Посольства Канады, Венгрии и Голландии в России
- Галерея «Валор» в Гостином Дворе (бывшая "Импрессия Арт"), Международная АРТ-галерея «Эритаж», Фонд пропаганды Искусства

Работы также находятся в частных коллекциях в России, Австралии, Австрии, Бельгии, Финляндии, Швейцарии, Франции, Германии, Голландии, Италии, Польше, Швеции, Великобритании, США, Канаде, Японии etc.